# I Don't Want a Lover
"I Don't Want a Lover" é um pop escocesa e  primeiro single da banda escocesa Texas, retirado do álbum de estreia Southside, de 1989. O single alcançou os primeiros lugares dos tops de diversos países da Europa, e o 8º lugar nos top de singles do Reino Unido.
A canção foi incluída na banda-sonora do jogo lançado em 2008 para a PlayStation 3 e Xbox 360 e computador, Grand Theft Auto IV.
A banda editou uma remistura da canção em single, em 2001.

## Faixas

### 1989CD single (TEX CD1)
1. "I Don't Want a Lover" - 5:07
2. "Believe Me" - 4:00
3. "All in Vain" - 3:43

### 2001CD1 (MERCD 533)
1. "I Don't Want a Lover" (2001 Mix) - 4:15
2. "Superwrong" - 3:58
3. "I Don't Want a Lover" (Stonebridge Club Remix) - 7:37
4. "I Don't Want a Lover" (Video) - 4:15

### 2001CD2 (MERDD 533) Ltd Edition
1. "I Don't Want a Lover" (Live) - 5:33
2. "Summer Son" (Live) - 4:09
3. "Suspicious Minds" (Live) - 4:41

- Todas as canções foram gravadas ao vivo na Greatest Hits tour 2001.

## Desempenho nas tabelas musicais

### 1989 Original Version
| Tabela (1989)            | Melhor posição |
| ------------------------ | -------------- |
| UK Singles Chart         | 8              |
| Australian Singles Chart | 4              |
| German Singles Chart     | 18             |
| Spanish Singles Chart    | 20             |
| U.S. Billboard Hot 100   | 77             |

### 2001 Remix Version
| Tabela (2001)    | Melhor posição |
| ---------------- | -------------- |
| UK Singles Chart | 16             |